# 1974-es magyar öttusabajnokság
Az 1974-es magyar öttusabajnokságot július 21. és 25. között rendezték meg. A viadalt Horváth László nyerte meg, akinek ez volt a második egyéni bajnoki címe. A csapatversenyt a Bp. Honvéd nyerte. A csepeli Maracskó Tibor a verseny alatt közlekedési balesetet szenvedett, így három szám után vezető helyről feladta a versenyt.

## Eredmények

### Férfiak

#### Egyéni
| Hely | Név                | Klub          | Eredmény |
| ---- | ------------------ | ------------- | -------- |
| 1.   | Horváth László     | Újpesti Dózsa | 5284     |
| 2.   | Bakó Pál           | Bp. Honvéd    | 5238     |
| 3.   | Villányi Zsigmond  | Csepel SC     | 5235     |
| 4.   | Kelemen Péter      | Újpesti Dózsa | 5225     |
| 5.   | Sasics Szvetiszláv | Bp. Honvéd    | 5210     |
| 6.   | Borlai György      | Csepel SC     | 5180     |
| 7.   | Plank Gábor        | Bp. Honvéd    | 5166     |
| 8.   | Szíjj Károly       | Bp. Honvéd    | 5111     |
| 9.   | Kancsal Tamás      | Bp. Honvéd    | 5067     |
| 10.  | Pethő László       | Újpesti Dózsa | 5062     |

#### Csapat
| Hely | Név                                         | Klub                  | Eredmény |
| ---- | ------------------------------------------- | --------------------- | -------- |
| 1.   | Kancsal Tamás, Bakó Pál, Plank Gábor        | Bp Honvéd             | 15 562   |
| 2.   | Pethő László, Kelemen Péter, Horváth László | Újpesti Dózsa         | 15 246   |
| 3.   | Tory Imre, Hinora, Máté                     | MAFC                  | 13 353   |
| 4.   |                                             | Székesfehérvári Volán | 13 119   |
| 5.   |                                             | Csepel SC             | 12 857   |